# Fernando Patxot
Fernando Patxot y Ferrer, conocido también por sus pseudónimos Manuel Ortiz de la Vega y Sor Adela (Mahón, 26 de septiembre de 1812-Montserrat, 3 de agosto de 1859) fue un periodista, historiador y narrador español del Romanticismo. 

## Biografía
Hijo de José Patxot y Marcilla y de Ana María Ferrer y Boter, disfrutó desde niño de una memoria portentosa y de una gran afición a la lectura, aunque a los nueve años, hallándose en Barcelona, la fiebre amarilla casi se lo llevó. Empezó a trabajar muy joven como traductor en 1826, vertiéndose en obras científicas del francés Buffon. 
Cursó filosofía en el colegio tridentino de Barcelona y entre 1829 y 1835 estudió jurisprudencia en la universidad de Cervera, donde aprendió además el latín con tanta perfección como su lengua materna, y después de haberse doctorado allí pasó a ejercer como abogado en Madrid. Desempeñó luego la fiscalía de la intendencia militar de Barcelona y se consagró a las letras, publicando numerosas traducciones, artículos y obras originales. Habiendo ya publicado una Historia de Napoleón en varios volúmenes (1839), una Guía de Barcelona (1840) y una Historia de España escrita por el padre Juan de Mariana, con la continuación de Miñana y demás autores hasta el año de 1808; aumentada con... la historia de su levantamiento, guerra y revolución escrita por el conde de Toreno y las de los demás escritores de nuestros días hasta el pronunciamiento de 1.º de setiembre de 1840 (1841). Fundó el periódico El Telégrafo  en 1857. 
Desde 1847 había empezado a usar el pseudónimo de "Manuel Ortiz de la Vega" y, entre otros, también el de "Sor Adela". Con el primero publicó una Historia general de España que continuaba la de Juan de Mariana y José Manuel Miñana y en la que muestra su apego a las fuentes y su nacionalismo español, que le empareja entre los historiadores pertenecientes al Romanticismo con su contemporáneo Modesto Lafuente. Este ideal historiográfico aparece en el artículo "Filosofía de la Historia" que insertó en El Telégrafo del 1 de noviembre de 1858. Se sumó así al círculo de historiadores catalanes formado entonces por Víctor Balaguer, Juan Cortada, Pi y Arimón y el mallorquín José María Quadrado.
Con el segundo pseudónimo publicó una serie de novelas de gran valor literario y poético, protagonizadas por dos primos enamorados, separados por los muros de un convento y todo tipo de vicisitudes novelescas propias del Romanticismo: Las ruinas de mi convento (Barcelona, 1851), Mi claustro (2.ª parte) (1856) y Las delicias del claustro y Mis últimos momentos en su seno (1858, 3.ª y última parte), que obtuvieron un gran éxito, si bien la crítica es unánime en valorar la primera parte por encima de las restantes; la obra se tradujo en vida del autor al alemán, francés, inglés, italiano y a otras muchas lenguas, siendo universalmente alabada por su estilo, asunto y argumento; el telón histórico lo ofrece la matanza de frailes de 1835 -hay quien sostiene que para esta obra se valió del manuscrito inédito de un testigo presencial, el padre Boldú-, y la exclaustración. Escribió además una serie de primorosas obras históricas, cuidadosamente adornadas con numerosos grabados y estampas de calidad: Las glorias nacionales. Grande historia universal de todos los reinos, provincias, islas, y colonias de la monarquía española, desde los tiempos primitivos hasta el año de 1852... (1855), que es en realidad una edición de obras históricas clásicas españolas anteriores de Florián de Ocampo, Ambrosio de Morales, Jerónimo Zurita etcétera, y Anales de España (1857-1859, diez volúmenes, de los cuales salieron sólo ocho porque murió el autor). 
También tradujo, aumentada con un resumen de historia posterior, la Historia de la revolución de Inglaterra (1837, 3 vols.) de François Guizot. Una colección póstuma de las Obras de Patxot se imprimió en 1871. Los seis volúmenes de Los héroes y las grandezas de la tierra. Anales del mundo, formación, revoluciones y guerras de todos los imperios, desde la creación hasta nuestros días... es una compilación histórica que obtuvo del público un gran favor; además de muchos trabajos propios, dio a conocer en ella los inapreciables trabajos históricos de los padres benedictinos de la congregación de San Mauro. Huyendo de la pandemia de cólera que asolaba España se llevó en 1854 a su familia a San Cugat del Vallés, pero se le murieron allí de esta enfermedad un hijo y una hija dejándole muy abatido. En 1859 murió él mismo, al caer por el ojo de una escalera de la casa que habitaba en Montserrat. Patxot dejó inéditas unas Memorias en mano de su familia que no han llegado a imprimirse.

## Obras
- Obras, 1871.

### Historia
- Historia del emperador Napoleón, Barcelona, imprenta de Joaquín Verdaguer, 1839, 2 vols., 2.ª ed.
- Manual del viajero en Barcelona, 1840.
- Con José Manuel Miñana, José María Gutiérrez de la Peña y Eduardo Chao, Historia General de España escrita por el padre Juan de Mariana, con la continuación de Miñana y demás autores hasta el año de 1808; aumentada con todos los sucesos que comprenden la historia de su levantamiento, guerra y revolución escrita por el conde de Toreno y las de los demás escritores de nuestros días hasta el pronunciamiento de 1.º de setiembre de 1840, redactada por una Sociedad de Literatos, 1841-, 10 vols.; su historia editorial es bastante confusa.
- El nuevo Anquetil. Historia Universal hasta 1848, ó pintura histórica de todas las naciones, su origen, vicisitudes, y progresos, ó ruina. Contiene el Anquetil integro, traducido nuevamente, aumentado con el cuadro de las instituciones de cada pueblo, de los adelantos, invenciones, usos y costumbres de cada época, corregido y completado hasta el presente por Cantu, Segur, Burctte y Laponneraye, y en la parte relativa á España por el Dr. D. Manuel Ortiz de la Vega: edición adornada con nuevas y hermosas láminas abiertas en acero por los mejores artistas españoles. Barcelona, impr. de Luis Tasso, 1848. Un solo tomo de más de mil páginas.
- El Universo. Descripción general de la tirra é historia de los viages hechos en la antigüedad, en la edad media y en los tiempos modernos á todas las partes del mundo. Texto por Lamartine, Humbold, Chateaubriand, D'Urville, Ross etc. etc. y en la parte relativa á España y á los viageros españoles, tan esclarecidos como poco mencionados hasta el día, por el Dr. D. M. Ortiz de la Vega: obra adornada con magníficas láminas abiertas en acero por los mejores artistas españoles. Barcelona, impr. de Luis Tasso, 1849. Un único volumen de más de mil páginas.
- Las glorias nacionales. Grande historia universal de todos los reinos, provincias, islas, y colonias de la monarquía española, desde los tiempos primitivos hasta el año de 1852... comprende íntegras las obras siguientes: la Crónica general de España publicada de orden del emperador Carlos Quinto, recopilada por el célebre Florián de Ocampo, coronista del rey don Felipe II, continuación de la misma Crónica hecha por el ilustre Ambrosio de Morales, coronista del mismo príncipe; las Crónicas de los varios reyes no recopilados por dichos autres, las de Sandoval, entre otras, y las de Ayala; las de los distintos reinos y provincias, la crónica del reino de Navarra; los famosos Anales de la Corona de Aragón, compuestos por el inmortal Gerónimo Zurita, coronista del reino; la Historia del mismo autor; las Historias de Indias; y la Crónica de las dinastías austríaca y borbónica por el doctor D. Manuel Ortiz de la Vega, con notas e índices en los cuales se traducen íntegros los libros de los autores nombrados Tito Livio, Julio César, etc. en donde tratan de las cosas relativas a España, y que continúan también entre otras las notas que poseemos de episodios históricos tales como los de Moncada, Mendoza, Melo, Conde, Solís, y lo más selecto de Garibay, Ferreras, Flórez etc, ilustrado todo con el Templo de las glorias españolas, Diccionario historial de España, con más de cien mil nombres y hechos preclaros, así antiguos como recientes, de que hace mención nuestra historia indicando donde se citan, y en que no se olvida ninguno de los pueblos de la monarquía, dando noticia de ellos, de sus monumentos, recuerdos y grandezas. Madrid - Barcelona, 1852-1854, 6 vols.
- Crónica de las dinastías austriaca y borbónica; icupa el vol. VI de las Glorias nacionales, desde la pág. 297 hasta la 632.
- Templo de las glorias españolas. Diccionario historial de España con más de 100.000 nombres y hechos preclaros, así antiguos corno recientes, de que hace mención nuestra historia, indicando donde se citan y en que no se olvida ninguno de los pueblos de la monarquía, dando noticia de tilos, de sus monumentos, recuerdos y grandezas. Ocupa casi la segunda mitad del tomo VI de las Glorias nacionales.
- Los Héroes y las Grandezas de la Tierra. Anales del mundo, formación, revoluciones y guerra de todos los imperios desde la creación hasta nuestros días. Completado el conjunto, hasta el día de la terminación de la obra por el Doctor Don Manuel Ortiz de la Vega. Madrid - Barcelona, Librería de Cuesta - Imprenta de Cervantes a cargo de A. Sierra, 1854 - 1856, ocho tomos a dos columnas en cuarto mayor contenidos en seis volúmenes.
- Anales de España desde sus orígenes hasta el tiempo presente Barcelona: impr. de Cervantes a cargo de A. Sierra y de T. Gorchs, 1857-1859, 10 vols. muy raros de los que sólo se dieron ejemplares a los suscriptores; salieron sólo hasta el octavo en 1859, cuando le sorprendió la muerte. Su hijo Manuel Patxot proyectó hacer una segunda edición.

### Teatro
- El Tejedor, pieza dramática en un acto. Barcelona, sin pie de imprenta, 8.°
- Buen corazón quebranta mala ventura. Comedia en tres actos. Barcelona, impr. de Luis Tasso, 1851.

### Narrativa
- El bandido ó la religión sobre las pasiones. Imitación de Arlincourt, puesta en castellano por D. F. P. Barcelona. impr. de M. Texeró, 1835.
- Las ruinas de mi convento, Barcelona, 1851, con tres ediciones más en español en vida del autor, muy reimpreso y traducido después.
- Mi claustro; Barcelona, impr. de Cervantes, 1850; hay una segunda edición de 1856; sus hechos se relacionan con los de la primera obra, de la que viene a ser una especie de segunda parte.
- Las delicias del claustro y Mis últimos momentos en su seno, 1858. Es la tercera parte de Las ruinas...

### Inéditos
- Memorias
- Artículos